# Horst Fischer (trompettiste)
Pour l’article homonyme, voir Fischer.
Ne doit pas être confondu avec Horst Fischer.
Horst "Hackl" Volkmar Fischer (né le 8 juin 1930 à Oberhermersdorf, mort le 21 mars 1986 à Cologne) est un trompettiste allemand.

## Biographie
Horst Fischer commence la trompette à 11 ans. Deux ans plus tard, il s'inscrit au conservatoire de Francfort pour apprendre le violon puis aussi le piano et la trompette. Après sa destruction lors d'un bombardement, il va à l'école de Bückeburg, où sont aussi Roy Etzel et James Last. Après la guerre, il rejoint l'école de Zschopau. Il se fait alors voler sa trompette par des soldats soviétiques. Il vient ensuite à l'école "Stadtpfeife" à Burgstädt. En 1947, il quitte l'école sans avoir de diplôme pour intégrer l'orchestre d'Ernst Knauth et est invité dans des clubs américains, notamment à Heidelberg. En 1948, Fischer est recruté par Karl Walter. À l'été 1949, il rejoint Kurt Henkels et le Rundfunk-Tanzorchester Leipzig. En 1951, il s'associe à Erwin Lehn à Stuttgart. Fischer joue dans des spectacles pour Kurt Edelhagen, Werner Müller et Willy Berking, dans l'orchestre de Radio Zürich et fait une tournée au Japon. En 1959, Fischer reçoit la "Trompette d'or" pour plus d'un million de disques vendus.
Il meurt en 1986, victime de l'alcoolisme, pauvre et oublié du monde de la musique.

## Source de la traduction
- (de) Cet article est partiellement ou en totalité issu de l’article de Wikipédia en allemand intitulé « Horst Fischer (Musiker) » (voir la liste des auteurs).